# Аврунки
Аврунките (гръцки: Αὔρουγκοι; лат.: Aurunci; Ausones) са италийски народ, населявал през предримско време територията югоизточно от Рим, между реките Лири и Волтурно, между Лацио и Кампания.
Аврунките са подразделение оските. Тяхната столица е била Суеса (днешният Сеса Аурунка в провинция Казерта).
Римската република води с тях войни през 345, 340, 337 и 314 пр.н.е.
Прет 4 век пр.н.е. те попадат под римско владение и бързо вземат културата и езика на римляните.